# Dallas Convention Center
Le Dallas Convention Center (anciennement le Dallas Memorial Auditorium) est un centre de convention, un centre municipal et un hall de réunion situé à côté du Reunion Arena dans le Convention Center District du centre-ville de Dallas au Texas.
Le complexe couvre plus de 186 000 m² et possède une surface d'exposition totale de 93 000 m². Le plus grand parc d'expositions contigu dans la structure est de 67 515 m². Un hall d'expositions sans colonnes de 19 000 m² au centre est le plus grand de sa catégorie aux États-Unis. De plus, le centre de convention de Dallas offre des dispositifs bien plus grands, comme une arène de 9 816 sièges, un théâtre d'une capacité de 1 740 personnes et 105 salles de réunion. Il y a même 2 salles de bal, et la plus grande hélisurface du monde.

## Histoire
Le Dallas Memorial Auditorium fut inauguré en 1957 sur l'intersection de Canton et Akard Streets. Dans les années 1970, le Dallas Memorial Auditorium fut agrandi et devint le Dallas Convention Center. Ces agrandissements et expansions de 1984, 1994 et 2002, ont créé un complexe moderne contenant plus de 185 000 mètres carrés de surface avec l'accès au Dallas Area Rapid Transit et à la plus grande hélisurface du monde.
Un hôtel de 1 000 chambres devrait ouvrir en 2012, le Omni Dallas Convention Center Hotel. Ce bâtiment de 23 étages sera adjacent au complexe et coutera environ $500 millions de dollars.